# Monte Mayón
El monte Mayón es un volcán de unos 2421 m s. n. m. que se encuentra al norte de la ciudad de Legazpi, Filipinas, a 330 km al sudeste de la capital, Manila; en la isla de Luzón, provincia de Albay. Conocido como «el cono perfecto» por su forma cónica perfecta, el Mayón, forma parte de la cordillera que se extiende al sur de Manila, de unos 330 kilómetros de longitud.
El monte Mayón fue clasificado por los vulcanólogos como un estratovolcán. Es el volcán más activo en su país, habiendo entrado en erupción alrededor de 50 veces en los últimos 400 años.

## Erupciones

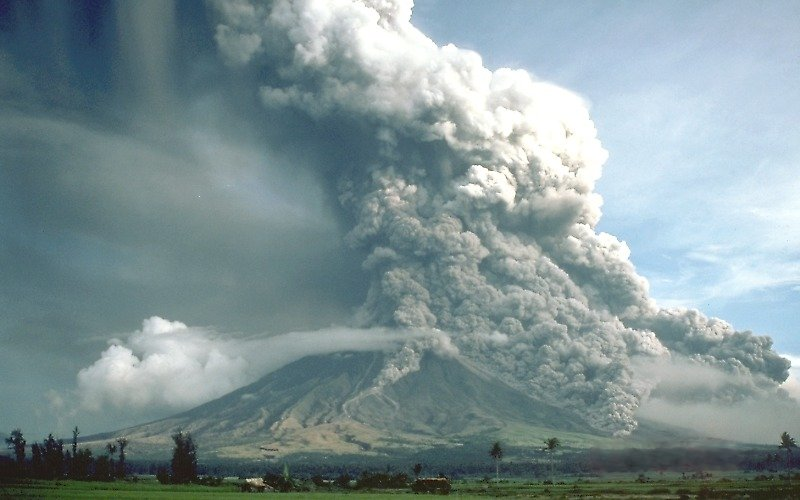
El volcán Mayón durante la erupción de 1984.

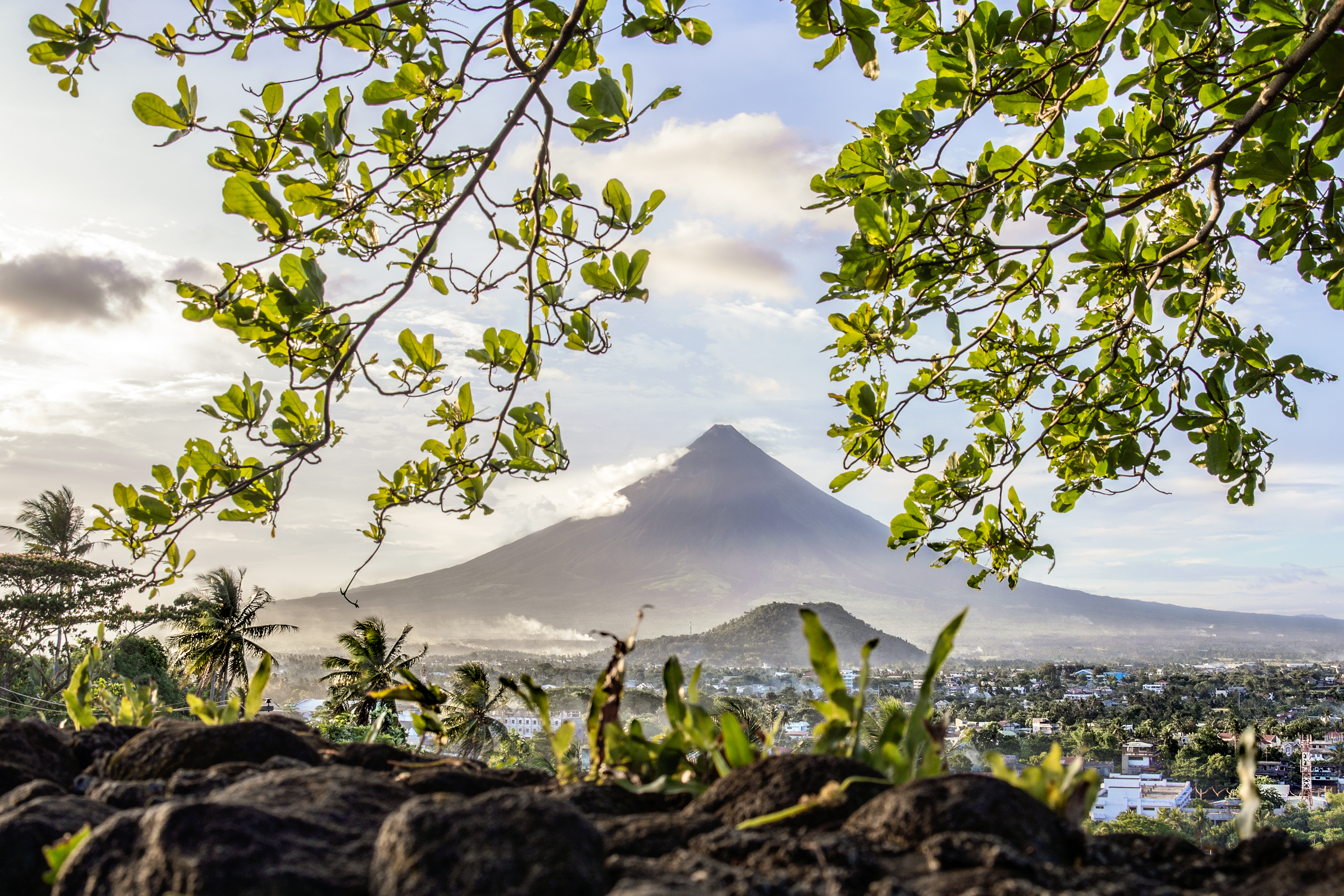

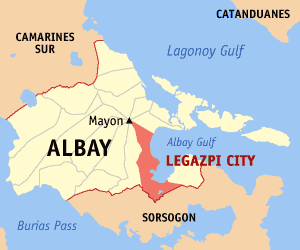
Situación del volcán.

En este volcán se han producido más de treinta erupciones mayores que causaron pérdidas humanas y económicas. La más destructiva ocurrió el 1 de febrero de 1814, cuando la lava enterró la ciudad de Cagsawa. Murieron unas 1200 personas, y solo permaneció en pie el campanario de la iglesia del pueblo. Otra erupción digna de mención fue la ocurrida en febrero de 1993, en la que murieron 77 personas y destaca por la enorme nube de cenizas que originó.
Otras erupciones importantes ocurrieron en 1897, 1928 y 1947. El 16 de marzo de 2000 ocurrió la erupción registrada número 47, que alzó una columna de ceniza de un kilómetro de altura. En 2001, alrededor de 25 mil personas fueron evacuadas tras la erupción. En 2003 hubo erupciones el 17 de marzo y el 13 de octubre.
El 7 de agosto de 2006 se decretó un desalojo masivo de unas 30 mil personas ante el riesgo de erupción del Mayón.
El 14 de diciembre de 2009, el volcán nuevamente entró en erupción. Mientras el ejército filipino acordonaba la zona, los pobladores de las comunidades aledañas al volcán tuvieron que abandonar sus hogares, pues al borde del cráter se podía ver lava y echaba cenizas al aire con la probabilidad de erupcionar de forma violenta por el lado sureste
El 7 de mayo de 2013 entró de nuevo en erupción, matando a 5 turistas que estaban en la zona.